# André Paratte
Pour les articles homonymes, voir Paratte.
André Paratte, né en 1931 à Saignelégier et mort le 2 juin 2016 à Chézard-Saint-Martin, est un réalisateur suisse.

## Biographie
D'origine jurassienne, André Paratte grandit au Locle où il effectue toute sa scolarité. Il suit une formation d'ingénieur ETS en électronique au Technicum de la même ville. Passionné dès l'enfance par l'image, membre actif du Club des cinéastes amateurs des Montagnes neuchâteloises à partir des années 1950, André Paratte se fait remarquer dans les milieux du cinéma amateur grâce à Miracle, un film 8 mm sonore et en couleur sur la faune et la flore du Jura, qui reçut le Premier prix au concours national de la Fédération suisse des clubs de ciné-amateurs en 1959[réf. souhaitée]. 
André Paratte travaille quelques années comme technicien pour l'entreprise Zenith puis pour les PTT. Dans les années 1960, il est engagé comme caméraman par la Télévision suisse romande en tant que correspondant des Montagnes neuchâteloises et du Jura bernois pour les émissions régionales. Il effectue par ailleurs quelques travaux cinématographiques de commande. Dès 1968, il fonde la maison de production Paratte-Films au Locle et vit dès lors de son travail de cinéaste.
Spécialisé dans le film de commande, André Paratte réalise de nombreux films d’entreprise et spots publicitaires, en grande partie pour la branche horlogère. Sa filmographie comprend notamment les films Deux mille mains (Zenith, 1967), Tissot. Profil d'avenir (1971), Le Calibre 990 de Longines (1979), Golden Bridge (Corum, 1983), L’Avenir a pris le train (CFF, 1977), Signe particulier : handicapé (1980) pour le Centre IMC de La Chaux-de-Fonds, ou encore Fugue à quatre voies (sur la construction de la N5, réalisé pour le Département des travaux publics du canton de Neuchâtel, 1987)[réf. souhaitée]. 
Parallèlement à ces travaux de commande, André Paratte a mené une œuvre personnelle de cinéaste naturaliste et animalier : La grande forêt (1968), Les amours d'octobre (1985) ou Falkland - vents froids et manchots (2005). Il a également enseigné le cinéma, dès 1968, aux élèves du canton de Neuchâtel, dans le cadre des activités complémentaires à options (ACO), ainsi qu'à des adultes, cinéastes amateurs ou enseignants. Sa production en fait l’un des cinéastes neuchâtelois les plus importants de la seconde moitié du XXe siècle.
André Paratte est mort le 2 juin 2016 à Chézard-Saint-Martin. Un fonds André Paratte est conservé au Département audiovisuel de la Bibliothèque de la Ville de La Chaux-de-Fonds.

## Filmographie
Filmographie sélective :
- 1960 : Au royaume de la nuit (1er Prix du Fonds suisse en faveur du Film culturel et documentaire)
- 1963 : D'or et d'émaux
- 1964 : Le Rossignol de Sibérie (Prix de la Fédération italienne des Ciné-Clubs au Festival international de Rapallo)
- 1967 : Deux mille mains (Médaille d'argent au Festival international du film et de la TV de New York 1969)
- 1967 : Paul Baume, boisselier
- 1968 : La Grande Forêt
- 1968 : Des hommes pour demain
- 1969 : La Foire aux crinières
- 1969 : A Watch Show (Médaille d'or au Festival international du film et de la TV de New York 1969)
- 1971 : Tissot. Profil d'avenir
- 1972 : Vivre sa ville
- 1976 : L'Invitation au rêve
- 1977 : L'Avenir a pris le train
- 1980 : Signe particulier : handicapé
- 1980 : Swiss puzzle (Médaille de bronze au Festival international du film et de la TV de New York 1981. 3e Grand Prix (Pyrène de bronze), Prix du public et de la Presse au Festival international du film de tourisme de Tarbes 1982)
- 1984 : Golden Bridge (Médaille d'or au Festival international du film et de la TV de New York 1983. 3e Prix au Congrès international du film industriel, Berlin 1984)
- 1985 : Les Amours d'octobre
- 1985 : Fugue à quatre voies
- 1987 : L'Exploit suisse (3e Prix au Congrès international du film industriel, Zurich 1986)
- 1993 : Le Taupe-niveau
- 1994 : L'Été du grizzli
- 1997 : Mauler, fidèle à la fête
- 1997 : Rives de rêve
- 2005 : Falkland. Vents froids et manchots
- 2011 : Islande. Une île au cœur chaud